# Criocarcinus
Criocarcinus is een geslacht van kreeftachtigen uit de klasse van de Malacostraca (hogere kreeftachtigen).

## Soort
- Criocarcinus superciliosus (Linnaeus, 1767)